# Blue Hill (hrabstwo Hancock)
Blue Hill – jednostka osadnicza w Stanach Zjednoczonych, w stanie Maine, w hrabstwie Hancock.